# Karolina-odú
A Karolina-odú a Duna–Ipoly Nemzeti Parkban lévő Visegrádi-hegységben, Pomázon, a Karolina-árokban található egyik üreg. Turista útikalauzokban is meg van említve.

## Leírás
A Karolina-árokban, a Karolina-ároknak a Holdvilág-árokba való betorkollásától 200 méterre, a Karolina-árok alsó álbarlangjától 8 méterrel nyugatra, feljebb, a völgytalptól 8 méterrel magasabban, a völgy vonalával közel párhuzamosan egy 5–6 m magas és 20–25 m hosszú, kisebb rögöket tartalmazó, andezitagglomerátumból álló sziklafal van. Ennek a sziklafalnak az aljába mélyed a Karolina-odú.
Vagy a völgy jobb oldalának lejtőjén haladva lehet ide jutni, vagy veszélyes sziklamászással a Karolina-árok alsó álbarlangjának oldalfalán lehet felkapaszkodni hozzá.
Az üreg alacsony, 50–70 centiméter magas és 8 méter széles szája délkeletre, a Karolina-árokra néz. A bejárat déli részén, a nyílás félmagasságáig emelkedő, 3,5 méter hosszú kősánc van. A széles bejárat mögött az üreg fülkéje is széles, és hossza ennek csak a töredéke. A fülke teljes szélessége 11,7 méter, hossza pedig 4,5 méter. A bejáratnál alacsony mennyezet befelé fokozatosan 2–2,2 méterig emelkedik. Oldalfalait rétegzett andezitagglomerátum alkotja, tetejét is egy agglomerátumpad adja, amely egy a bejárat vonalával párhuzamos törés mentén magasodik fel. Alja elegyengetett, sík, döngölt törmelékből áll.
Az üreget az oldalazó erózió alkotta, amikor még magasabban futott le a víz. Aztán amikor mélyebbre fűrészelődött a völgy, az üreg teljesen szárazzá vált.
Az üreg 8–10 személy számára ideális bivakhely. Ezt az adottságát ki is használják, melyet az is bizonyít, hogy a falakon kormozási nyomok láthatók, az alján pedig otthagyott tűzifa, üvegpalackok, konzerves dobozok fordulnak elő.
1984-ben volt először Karolina-odúnak nevezve az üreg az irodalmában. Előfordul az üreg az irodalmában Karolina-odu (Ozoray 1960), Meleg-fészek (Ozoray 1963) és Melegfészek (Ozoray 1960) neveken is.

## Kutatástörténet
Az 1960. évi Karszt- és Barlangkutatási Tájékoztatóban az olvasható, hogy a Holdvilág-árok Karolina-ágában lévő Melegfészek nevű kőfülke egy oldalazó erózió által kivájt üreg, amelyet gyakran használnak éjszakai szállásul turisták. Az 1963. évi Karszt és Barlangban megjelent, Ozoray György által írt tanulmány szerint a Karolina-árokban néhány jelentéktelen méretű, de alaktana és eredete miatt érdekes nemkarsztos üreg van. A Karolina-árok egyik kis hirtelen kanyarulatának domború oldalán van az az 5–6 méter magas sziklafal, amelynek tövében nyílik a barlang. A turisták nagyon ismerik és gyakran használják hálóhelynek. 8 méter széles, 4 méter mély, azaz hosszú és 1–2 méter magas. Teteje majdnem lapos, déli felében lealacsonyodó, északi részén magasabb. Középen egy függőleges, észak–déli csapású kőzetrés figyelhető meg. A függőleges sziklafal kialakításában is közreműködhettek ilyen kőzetrések.
Az üreg befoglaló kőzete andezitagglomerátum, de tömöttebb és finomabb, mint a sziklafal magasabb részén. Tökéletlenül pados településű. A barlang északi szélén kis, mállott odú van, amelyet egy kipreparálódott, tömöttebb kőzetpad oszt ketté. Talpa ledöngölt, majdnem elegyengetett törmelék. Mesterségesen felrakott kősánc és földsánc szűkíti össze bejáratát. Kanyarulat domború oldalán oldalazó erózió által kivésett sziklaüreg. Alámosta az időszakos vízfolyás a sziklafalat, melyről tört ívben verődött vissza. A víz innen folyt le a a Karolina-árok alsó álbarlangja vízesésén. Miután a patak lejjebb szállt, az üreget tovább bontották a vegyi és fizikai mállás erői. A mennyezet leszakadozással egy állékony agglomerátumpadig magasodott. A leszakadt tömböket kihordta az ember és egymásra helyezte a bejáratnál, hogy kényelmesebb menedékhelye legyen. A publikációhoz mellékelve lett az üreg alaprajzi térképe három keresztmetszettel, valamint a Karolina-árok alsó álbarlangjáról és a környékről készült metszettérképen látható egy keresztmetszete. A térképeket Fodor Tamásné és Ozoray György készítették.
Az 1967-ben kiadott Pilis útikalauz című könyvben az olvasható, hogy a Karolina-árok függőlegesen leszakadó lépcsői tövében kis üregek találhatók, melyek omladékkal barlangszerűen el vannak torlaszolva. Az 1974-ben megjelent Pilis útikalauz című könyvben, a Pilis hegység és a Visegrádi-hegység barlangjainak jegyzékében (19–20. old.) meg van említve, hogy a Pilis hegység és a Visegrádi-hegység barlangjai között vannak a Karolina-árok üregei. A Visegrádi-hegység barlangjait leíró részben meg van ismételve az 1967-es útikalauzban említett ismertetés.

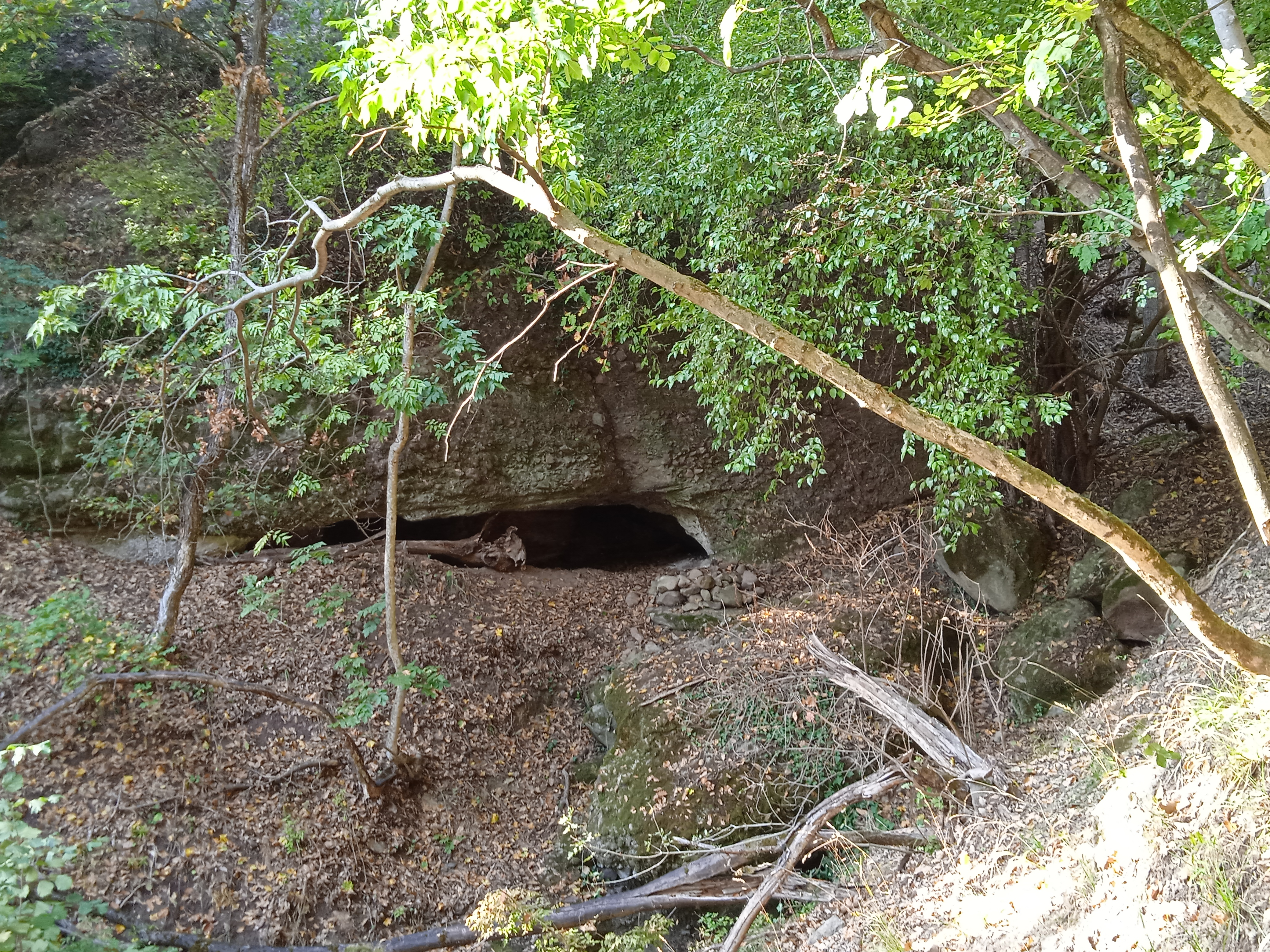
A Karolina-odú bejárata

Az 1976-ban befejezett és Bertalan Károly által írt Magyarország barlangleltára című kéziratban az van írva, hogy a Karolina-odu, másik nevén Melegfészek a Visegrádi-hegységben, Pomázon, a Holdvilág-árok Karolina-ágában, az időszakos vízesés felett, a völgy jobb, Ny-i oldalán helyezkedik el. Bejárata kb. 4 m széles, 1 m magas, valamint kősánccal és földsánccal mesterségesen szűkített. Oldalazó erózió által kanyarulat domború oldalán kivésett, 4 m hosszú, 8 m széles és 1–2 m magas sziklaüreg. Turisták gyakran használják éjszakai szállásnak. A kézirat üreget ismertető része 3 irodalmi mű alapján lett írva.
Az 1980. évi MKBT Beszámolóban megjelent a Békásmegyeri Barlangkutató Csoport 1980. évi jelentése, amely szerint egy Krisztus monogram (Krisztus nevének görög kezdőbetűi) található a Karolina-árok bal oldalában lévő, természetes módon kialakult barlang belsejében. Az 1984-ben megjelent Magyarország barlangjai című könyv országos barlanglistájában szerepel az üreg Karolina-odú néven Melegfészek névváltozattal a Szentendre–Visegrádi-hegység barlangjai között. A listához kapcsolódóan látható a Dunazug-hegység barlangjainak földrajzi elhelyezkedését bemutató 1:500 000-es méretarányú térképen az üreg földrajzi elhelyezkedése.
Az 1986. évi Karszt és Barlangban megjelent bibliográfia regionális bibliográfia részében szerepel az üreg Karolina-odu néven. Az összeállítás szerint a Karszt és Barlangban publikált írások közül 1 foglalkozik az üreggel. Eszterhás István Magyarország nemkarsztos barlangjainak listája című, 1989-ben készült kéziratában az olvasható, hogy a Visegrádi-hegységben, a 4900-as barlangkataszteri területen, Pomázon lévő Karolina-odu másik neve Meleg-fészek és andezitagglomerátumban alakult ki. A barlang 3×7 m alapterületű és 1 m magas. A listában meg van említve az a Magyarországon, nem karsztkőzetben kialakult, létrehozott 220 objektum (203 barlang és 17 mesterséges üreg), amelyek 1989. év végéig váltak ismertté. Magyarországon 14 barlang keletkezett andezitagglomerátumban. Az összeállítás szerint Kordos László 1984-ben kiadott barlanglistájában fel van sorolva 119 olyan barlang is, amelyek nem karsztkőzetben jöttek létre.

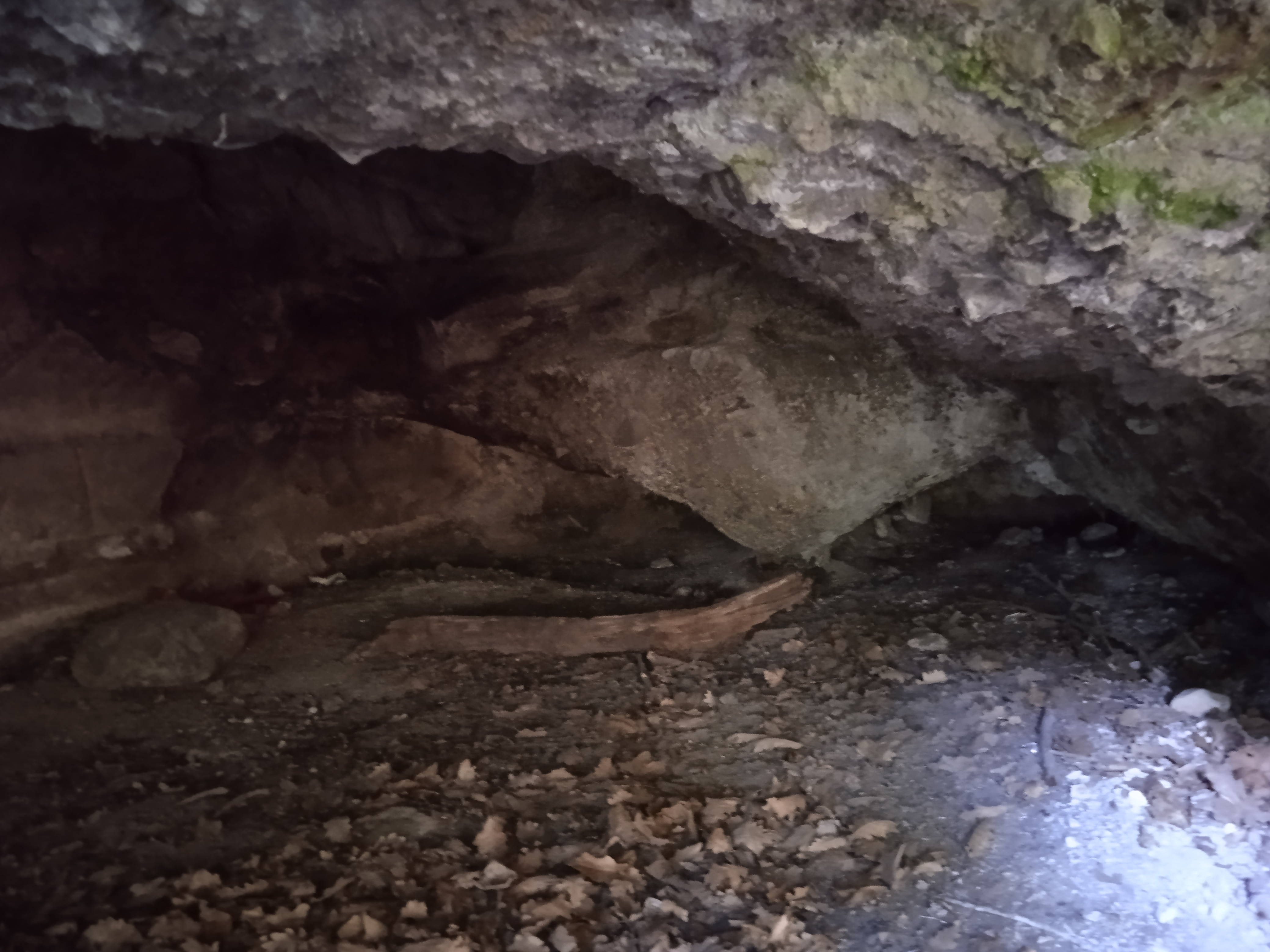
A Karolina-odú belseje

Az Eszterhás István által írt Magyarország nemkarsztos barlangjainak lajstroma című, 1993-ban készült kézirat szerint a Visegrádi-hegységben, a 4900-as barlangkataszteri területen, Pomázon helyezkedik el a Karolina-odu. Az andezitagglomerátumban keletkezett barlang 3×7 m alapterületű és 1 m magas. Az összeállításban fel van sorolva az a Magyarországon, nem karsztkőzetben kialakult, létrehozott 520 objektum (478 barlang és 42 mesterséges üreg), amelyek 1993 végéig ismertté váltak. Magyarországon 53 barlang, illetve mesterségesen létrehozott, barlangnak nevezett üreg alakult ki, lett kialakítva andezitagglomerátumban. A Visegrádi-hegységben 33 barlang jött létre nem karsztkőzetben. 1997-ben Eszterhás Istvánék dolgozták fel részletesen. A 2001. november 12-én készült Magyarország nemkarsztos barlangjainak irodalomjegyzéke című kézirat barlangnévmutatójában szerepel a Karolina-odú. A barlangnévmutatóban fel van sorolva 9 irodalmi mű, amelyek foglalkoznak az üreggel. A 364. és a 366. tételek nem említik, a 363. és a 365. tételek említik.
A 2014. évi Karsztfejlődésben megjelent tanulmányban az olvasható, hogy a pomázi Holdvilág-árok melletti Karolina-odút az oldalazó erózió alakította ki. A völgytalptól már 8 m-rel magasabban van ez a barlang, de a korábbi időkben nyilván magasabban futott a völgy, és az akkori vizek hordaléka koptatta ki a 4,5×12,7 m alapterületű, 2 m magas barlangot. A bivakolásra alkalmas barlangban is előfordul szemét. A függelék szerint a Visegrádi-hegység 101 barlangjának egyike a 4,5×13 m alapterületű, 2,2 m magas barlang, amely Pomázon található. A publikációhoz mellékelve lett az üreg 1997-ben készült alaprajz térképe és 3 metszet térképe.